# Mitsuru Fukikoshi
Mitsuru Fukikoshi (吹越 満 Fukikoshi Mitsuru?, nacido el 17 de febrero de 1965) es un actor japonés. 

## Carrera
Nacido en la Prefectura de Aomori, Fukikoshi se mudó a Tokio a los 19 años y se unió a la compañía de teatro Wahaha Honpo. Desde que dejó Wahaha en 1999, ha aparecido en muchas películas y dramas de televisión, mientras continúa actuando en el escenario. Trabaja tanto en drama como en comedia, y a menudo ha interpretado a detectives policiales.
Actuó en Cold Fish de Sion Sono. Fue coprotagonista con Hideaki Ito en Aku no Kyōten de Takashi Miike.

## Vida personal
En 1994, Fukikoshi se casó con la actriz Reona Hirota. Se divorciaron en 2005 después de tener un hijo, pero luego se volvieron a casar en 2012. La pareja se separó por segunda vez en diciembre de 2016. 

## Filmografía

### Películas
- Gamera 2: Legion Shūrai (1996)
- Love & Pop (1998)
- SF Samurai Fiction (1998)
- Whiteout (2000)
- Red Shadow (2001)
- El ocaso del samurái (2002)
- Spy Sorge (2003)
- Lady Joker (2004)
- Kita no zeronen (2005)
- Limit of Love: Umizaru (2006)
- Kabei (2008)
- Riaru onigokko (2008)
- Yoroi Samurai Zombie (2008)
- Sweet Rain (2008)
- Love Exposure (2008)
- La venganza del dragón (2009)
- Asahiyama dôbutsuen: Penguin ga sora o tobu  (2009)
- Ballad (2009)
- My Rainy Days (2009)
- Hikidashi no Naka no Love Letter (2009)
- Manatsu no Orion (2009)
- Cold Fish (2010)
- Heaven's Story (2010)
- Himizu (2011)
- Antoki no Inochi (2011)
- Unfair: The Answer (2011)
- Afro Tanaka (2012)
- Uchû kyôdai (2012)
- Kibō no Kuni (2012)
- Lesson of the Evil (2012)
- The Mole Song: Undercover Agent Reiji (2013)
- Age Harassment (2015)
- The Mole Song 2: Hong Kong Capriccio (2016)
- Mori no iru basho (2018)
- Lady in White (2018)
- Uchi no Shitsuji ga Iu Koto niwa (2019)
- A Girl Missing (2019)
- The Gun 2020 (2020)
- Angry Rice Wives (2021)
- Between Us (2021)
- The Mole Song: Final (2021)
- Red Post on Escher Street (2021)
- The Flower in the Sky (2022)
- Motherhood (2022)
- We Make Antiques! Osaka Dreams (2023)
- Twilight Cinema Blues (2023)
- Winny (2023)
- Revolver Lily (2023)
- Love Will Tear Us Apart (2023)
- I Ai (2024)
- Angry Squad: The Civil Servant and the Seven Swindlers (2024)
- Frontline (2025)

### Televisión
- Dondo hare (2007)
- Deka Wanko (2011)
- Inu o Kau a Iu Koto (2011)
- Lesson of the Evil: Prologue (2012)
- Amachan (2013)
- Gunshi Kanbei (2014) - Ashikaga Yoshiaki
- Seirei no mamoribito (2016) - Gakai
- Specialist (2016) - Hiroki Takidō[6]
- Onna jōshu Naotora (2017) - Ono Masanao
- Shikaku Tantei Higurashi Tabito (2017)
- Kishū Hanshu Tokugawa Yoshimune (2019) - Yanagisawa Yoshiyasu
- Kishiryū Sentai Ryūsoulger (2019) - Naohisa Tatsui
- Idaten (2019)
- The Days (2023)
- What Will You Do, Ieyasu? (2023)
- Kami no Ko wa Tsubuyaku (2023)